# San Luis (Pinar del Río)
San Luis ist eine Stadt und ein Municipio in der Provinz Pinar del Río in Kuba. Es wird dort hauptsächlich Ackerbau – wie der Anbau von Tabak, Reis, Obst – sowie Viehzucht betrieben.
Das Municipio unterteilt sich in folgende Ortschaften: Barbacoas, Barrigonas, Coloma, Llanadas, Palizadas, Río Seco, San Luis und Tirado.
Die Stadt wurde 1827 gegründet und wurde 1879 zum Municipio, als sie sich von  San Juan y Martínez abspaltete. 2012 hatte das Municipio San Luis eine Einwohnerzahl von 33.039. Bei einer Fläche von 765 km² ergibt das eine Bevölkerungsdichte von 43,2 Einwohnern je km².